# Praia do Degredo
Praia do Degredo
A Praia do Degredo é uma praia portuguesa, localizada na freguesia açoriana de Água de Alto, município de Vila Franca do Campo, São Miguel.
Esta praia pelo seu enquadramento paisagístico é em si mesma, uma singularidade, facto que lhe advêm de ser dotada por uma natureza selvagem e pura. A Praia do Degredo oferece ao banhista uma paz difícil de alcançar, mas dotada de uma paisagem serena com o Ilhéu de Vila Franca do Campo como pano de fundo.
Nesta praia existe uma nascente abundante junto ao areal e uma queda de água que provêm da Ribeira do Degredo que chega à praia pela sua entrada Oeste.